# Henry Gannett

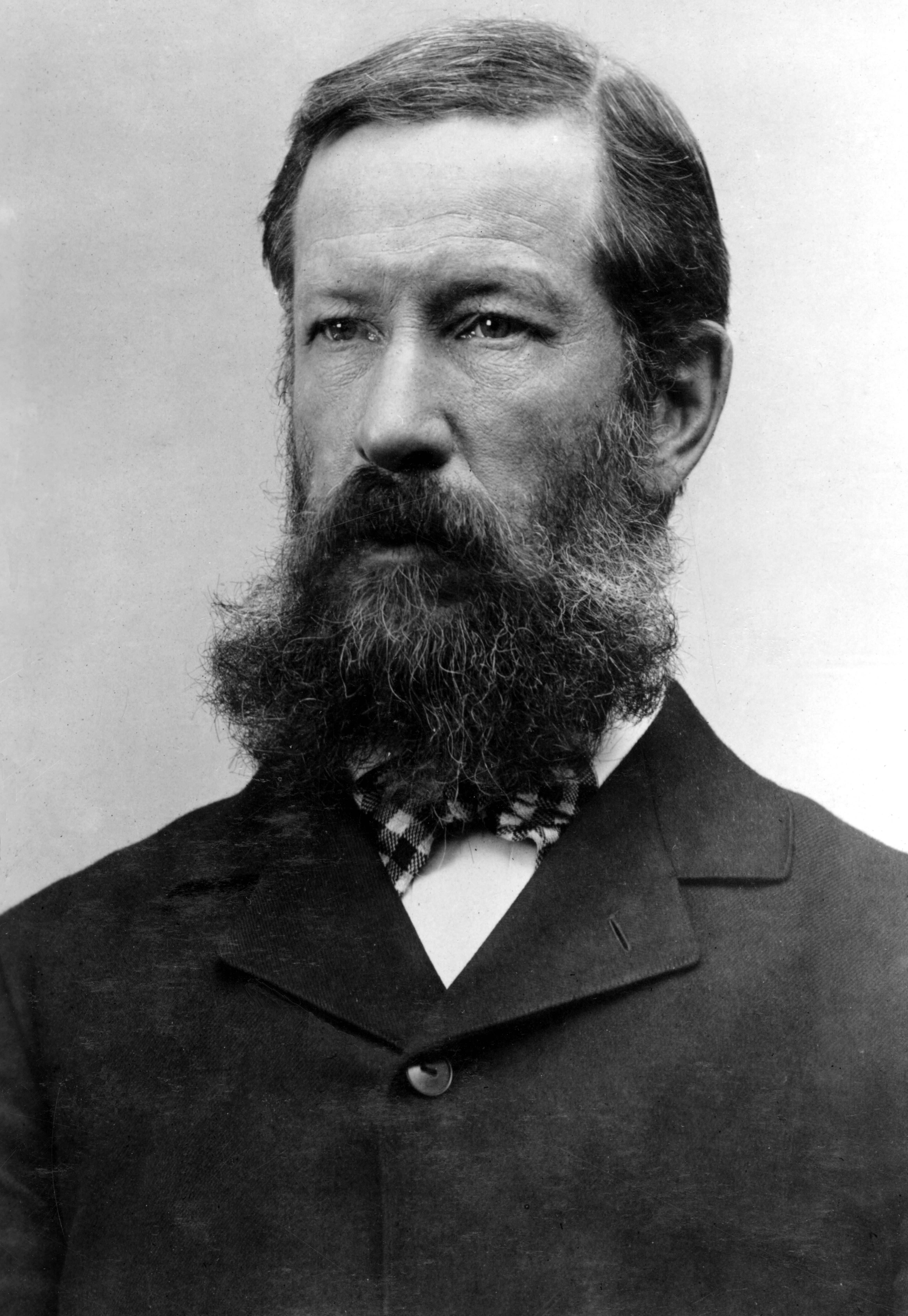
Henry Gannett

Henry Gannett, född 24 augusti 1846 i Bath, Maine, död 5 november 1914, var en amerikansk geograf.
Gannett studerade vid Harvard University i Cambridge, Massachusetts, och tjänstgjorde en tid vid observatoriet där. Han tjänstgjorde från 1872 som topograf vid kartarbeten under de geologiska undersökningar som utfördes under ledning av Ferdinand Vandeveer Hayden för samt blev 1882 geograf och chef för topografiska avdelningen vid US Geological Survey. Han utgav ett stort antal kartor samt topografiska och statistiska arbeten om USA.